# Chamaepentas hindsioides
Chamaepentas hindsioides là một loài thực vật có hoa trong họ Thiến thảo. Loài này được (K.Schum.) Kårehed & B.Bremer mô tả khoa học đầu tiên năm 2007.